# Ekkehard Fasser
Ekkehard Fasser (Glarus (kanton), 3 september 1952 – Zürich, 8 april 2021) was een Zwitsers bobsleepiloot. Fasser werd in 1983 wereldkampioen in de viermansbob. Een jaar later tijdens de Olympische Winterspelen 1984 viel Fasser met een vierde plaats net buiten de medailles. Fasser won tijdens de Olympische Winterspelen 1988 de gouden medaille in de viermansbob. 

## Resultaten
- Wereldkampioenschappen bobsleeën 1983 in Lake Placid  in de viermansbob
- Olympische Winterspelen 1984 in Sarajevo 4e in de viermansbob
- Olympische Winterspelen 1988 in Calgary  in de viermansbob

1924: Scherrer / Neveu / A.Schläppi / H.Schläppi ·
1928: Fiske / Tucker / Mason / Gray / Parke ·
1932: Fiske / Eagan / Gray / O'Brien ·
1936: Musy / Gartmann / Bouvier / Beerli ·
1948: Tyler / Martin / Rimkus / D'Amico ·
1952: Ostler / Kuhn / Nieberl / Kemser ·
1956: Kapus / Diener / Alt / Angst ·
1964: V.Emery / Kirby / Anakin / J.Emery ·
1968: Monti / De Paolis / Zandonella / Armano ·
1972: Wicki / Leutenegger / Camichel / Hubacher ·
1976: Nehmer / Babock / Germeshausen / Lehmann ·
1980: Nehmer / Musiol / Germeshausen / Gerhardt ·
1984: Hoppe / Wetzig / Schauerhammer / Kirchner ·
1988: Fasser / Meier / Fässler / Stocker ·
1992: Appelt / Schroll / Winkler / Haidacher ·
1994: Czudaj / Brannasch / Hampel / Szelig ·
1998: Langen / Zimmermann / Jakobs / Hampel ·
2002: Lange / Kühn / Kuske / Embach ·
2006: Lange / Hoppe / Kuske / Putze ·
2010: Holcomb / Mesler / Tomasevicz / Olsen ·
2014: Melbārdis / Dreiškens / Vilkaste / Strenga  ·
2018: Friedrich / Bauer / Grothkopp / Margis   ·
2022: Friedrich / Margis / Bauer / Schüller